# Азахрія
Аттіла Бауко, також відомий як Азахрія (народився 28 січня 2002) — угорський співак, автор пісень і YouTuber.
Він вперше з'явився на YouTube як Пол Стріт, висвітлюючи страшні та загадкові теми в серіалі під назвою Rejtélyek nyomában («Слід таємниць»). З дитинства грає на гітарі, а серйозніше почав займатися музикою у 2017 році. З 2019 року публікує свої пісні під псевдонімом Azahriah
Він тричі поспіль (24, 25 і 26 травня 2024 року) виступав при повних залах на Puskás Aréna, ставши першим угорським виконавцем, якому це вдалося.

## Раннє життя
Аттіла Бауко народився в районі Уйпалота в Будапешті у 2002 році. Його батьки розлучилися, але він підтримує добрі стосунки з обома. Мати — професійний військовий, двічі служила в миротворчих силах у Косово. Його батько працював на автовиробнику в Німеччині. Він[хто саме?] навчився знімати відео, а також грати на гітарі та розмовляти англійською завдяки підручникам на YouTube.
Він хотів займатися музикою з раннього дитинства і взяв до рук гітару через свою прихильність до важкого металу. Одними з його улюблених виконавців є Slipknot, System of a Down, Metallica, Iron Maiden, Pink Floyd і Led Zeppelin.

## Кар'єра
9 лютого 2014 року він запустив YouTube-канал під назвою «Paul Street». Спочатку він публікував відеоблоги, а потім почав знімати відео на таємничі та/або страшні теми. У квітні 2023 року канал мав понад 500 000 підписників
Він почав випускати свої пісні під псевдонімом Azahriah у 2019 році за допомогою Botond Pócsi (Hundred Sins). Його сценічний псевдонім походить від латинської версії Уззія, десятого царя стародавнього Юдейського царства. Його перша власноруч написана пісня під назвою «Hathor» була випущена 28 січня 2020 року Його дебютний альбом I'm Worse з англомовними текстами вийшов 15 квітня 2020 року. Його другий англомовний альбом, Camouflage, вийшов 29 червня 2021 року
У липні 2021 року його пісня «EL BARTO» зайняла 6 місце в тому ж списку Він став найкращим угорським виконавцем на MTV Europe Music Awards 2021.
Він випустив EP під назвою silbak 10 серпня 2022 року Усі пісні потрапили в чарт Mahasz Stream Top 40, а деякі з них з'явилися в інших чартах Mahasz і місцевому Hungary Songs Billboard.
10 березня 2023 року він провів концерт на László Papp Budapest Sports Arena.
1 травня 2023 року він випустив ще один альбом під назвою Memento.

## Дискографія

### Студійні альбоми
| рік      | Альбом                                       | Найвищий положення     | Продажі |
| рік      | Альбом                                       | Топ 40 альбомів Mahasz | Продажі |
| -------- | -------------------------------------------- | ---------------------- | ------- |
| 2020 рік | Мені гірше - Випущено: 15 квітня 2020 р      | –                      |         |
| 2021 рік | камуфляж - Випущено: 29 червня 2021 р        | 19                     |         |
| 2022 рік | A ló tuloldalán - Випущено: 20 травня 2022 р | 2                      | платина |
| 2023 рік | сувенір - Випущено: 1 травня 2023 р          | 1                      |         |
| 2024 рік | скатуля І - Випущено: 18 квітня 2024 р.      |                        |         |

### ЕР
| рік      | Альбом                                                              | Найвищий положення     | Продажі |
| рік      | Альбом                                                              | Топ 40 альбомів Mahasz | Продажі |
| -------- | ------------------------------------------------------------------- | ---------------------- | ------- |
| 2022 рік | SuperSize (Live Session 2022, Acoustic) - Випущено: 15 липня 2022 р | –                      |         |
| 2022 рік | сильбак - Випущено: 17 серпня 2022 р                                | 5                      |         |
| 2023 рік | tripq - Випущено: 24 серпня 2023 р                                  | 1                      |         |

### Живі альбоми
| рік      | Альбом                                                      | Найвищий положення     | Продажі |
| рік      | Альбом                                                      | Топ 40 альбомів Mahasz | Продажі |
| -------- | ----------------------------------------------------------- | ---------------------- | ------- |
| 2023 рік | Papp László Aréna НАЖИВО (2023) - Випущено: 4 квітня 2023 р | 29                     |         |

### Одинаки
| Year | Song                                                       | Highest position | Highest position | Highest position       | Highest position | Highest position | Highest position | Highest position | Album            |
| Year | Song                                                       | Mahasz           | Mahasz           | Mahasz                 | Mahasz           | Mahasz           | Mahasz           | Billboard        | Album            |
| Year | Song                                                       | Radio Top 40     | Editors' Choice  | Hungarian Radio Top 40 | Dance Top 40     | Single Top 40    | Stream Top 40    | Hungary Songs    | Album            |
| ---- | ---------------------------------------------------------- | ---------------- | ---------------- | ---------------------- | ---------------- | ---------------- | ---------------- | ---------------- | ---------------- |
| 2019 | «BLiND» (Azahriah & Hundred Sins)                          | –                | –                | –                      | –                | –                | –                | –                | Non-album single |
| 2020 | «Hathor»                                                   | –                | –                | –                      | –                | –                | –                | –                | Non-album single |
| 2020 | «Despair»                                                  | –                | –                | –                      | –                | –                | –                | –                | Non-album single |
| 2020 | «COMICAL TRAGEDY» (Azahriah, Hundred Sins)                 | –                | –                | –                      | –                | –                | –                | –                | Non-album single |
| 2020 | «Nevettale» (Azahriah x Tíkéj & Zilkerson)                 | –                | –                | –                      | –                | –                | –                | –                | Non-album single |
| 2020 | «RÉT» (Azahriah x Desh)                                    | –                | –                | –                      | –                | 9                | 7                | 18               | Non-album single |
| 2021 | «4K LOVE»                                                  | –                | –                | –                      | –                | 22               | 36               | –                | Camouflage       |
| 2021 | «aight»                                                    | –                | –                | –                      | –                | –                | 22               | –                | Camouflage       |
| 2021 | «MIND1» (Azahriah x Desh)                                  | 28               | –                | 11                     | –                | 4                | 1                | 5                | A ló túloldalán  |
| 2021 | «EL BARTO» (Azahriah x Desh)                               | –                | –                | –                      | –                | 12               | 6                | –                | Non-album single |
| 2022 | «tevagyazalány» (Azahriah x Desh)                          | –                | –                | –                      | –                | –                | 13               | 13               | A ló túloldalán  |
| 2022 | «Miafasz» (Azahriah x Desh)                                | –                | –                | –                      | –                | 7                | 2                | 1                | A ló túloldalán  |
| 2022 | «Pullup» (Azahriah x Desh)                                 | –                | –                | –                      | –                | 4                | 1                | 1                | A ló túloldalán  |
| 2022 | «Habibi» (Azahriah x Desh)                                 | –                | –                | –                      | –                | 29               | 7                | 5                | A ló túloldalán  |
| 2022 | «téveszmék»                                                | –                | –                | –                      | –                | 36               | 6                | 4                | silbak           |
| 2022 | «four moods»                                               | 27               | 15               | 5                      | 4                | 1                | 1                | 1                | silbak           |
| 2023 | «introvertált dal»                                         | 34               | 2                | 1                      | 1                | 2                | 1                | 1                | memento          |
| 2023 | «szosziazi»                                                | –                | –                | –                      | –                | 2                | 1                | 1                | memento          |
| 2023 | «3korty»                                                   | 34               | –                | 25                     | 6                | 2                | 1                | 1                | memento          |
| 2023 | «Heaven» (with StadiumX and Sam Martin)                    | 26               | –                | 16                     | –                | 3                | 6                | 7                | Non-album single |
| 2023 | «Rampapapam» (Desh, Azahriah, Young Fly feat. Lord Panamo) | –                | 21               | 8                      | 16               | 1                |                  | 1                | CARPE DIEM       |
| 2023 | «valami amerikai»                                          | –                | –                | 12                     | –                | 5                | 6                | Non-album single |                  |
| 2024 | «mariana.árok»                                             | –                | –                | –                      | –                | 1                | 1                | Non-album single |                  |
| 2024 | «cipoe»                                                    | –                | –                | –                      | –                | 1                | 1                | Non-album single |                  |